# Empresário Individual
No direito empresarial, empresário individual é uma pessoa física que exerce a empresa sem contratar sociedade. Mesmo que possua inscrição no Cadastro Nacional da Pessoa Jurídica, o empresário individual não se torna uma pessoa jurídica, pois a inscrição ocorre apenas para efeitos tributários.

## Características
A inscrição do Empresário Individual é feita na Junta Comercial, antes do início de sua atividade e somente é permitida uma inscrição de EI por CPF.
O Empresário Individual poderá registrar qualquer atividade econômica no seu objeto social e não tem limite de faturamento anual, diferente do MEI. Segundo a Lei 123/2006, o Empresário Individual pode se classificar como ME, como EPP, observados os limites de faturamento, ou mesmo não se enquadrar nem como ME nem como EPP, seja por opção ou ou restrições.

### Ocupações permitidas
O empresário pode exercer atividade industrial, comercial ou prestação de serviços, exceto serviços de profissão intelectual.
Não pode ser empresário o prestador de serviços que exerce profissão intelectual, de natureza científica, literária ou artística como médicos, engenheiros, arquitetos, psicólogos e entre outros. Esses atuarão individualmente como autônomos (pessoa física com registro na Prefeitura Municipal) ou com sócios através da constituição de uma Sociedade Simples. Esses profissionais podem ser empresários se o exercício da profissão intelectual tenha elemento de empresa: exercício profissional de uma atividade econômica organizada (organização dos fatores de produção = capital, trabalho, natureza e tecnologia). Trata-se de empresa entregando produtos e serviços, diferentemente do serviço pessoal intelectual por exemplo: Médico = Hospital, Engenheiro = Construtora, etc.

## Legislação
A descrição legal do EI encontra-se nos artigos 966 e seguintes do Código Civil de 2002, e o detalhamento do seu registro é regulamentado pelo Anexo I da IN DREI nº 38, que traz o Manual de Registro do Empresário Individual.